# Josep Santias Bertran
Josep Santias de Bertran (Manlleu, 1928) es un escritor español.

## Biografía
A los 7 años su familia se trasladó a la ciudad de Vic, donde se casó y tuvo 3 hijos, quedando viudo a los 27 años. Industrial del textil, más tarde trasladó su industria a un pueblo de Llusaés. Cuando tenía 50 años, un proyecto del pueblo le obligó a cerrar la fábrica. Después de dedicarse a diversas profesiones, viajar por diferentes países de Europa y América se dedicó de lleno a la cultura y completó los estudios de Licenciatura en Ciencias Sociales y Económicas, con la calificación de excelente. Tras terminar, realizó una tesis sobre la catástrofe económica de la pérdida de la colonia de Cuba hasta la Segunda República.
Ha escrito 43 obras, de la más variada temática. Entre ellas existen reflexiones y ensayos sobre el islam, la cultura catalana, la autobiografía y otros temas. Ha sido traducido al inglés, francés, esperanto, castellano y catalán.
- Datos: Q5936937